# František Benda
František Benda   (Staré Benátky, 22 de novembre de 1709 - Potsdam, 7 de març de 1786) fou un violinista i compositor bohemi, el més gran dels germans amb aquest cognom.
František fou el cap i fundador d'una notable escola de violí on tingué per alumne entre d'altres a Friedrich Wilhelm Rust, Friedrich Ludwig Seidel (1765-1831, Fasch (1736-1800) i formà part de la capella reial de Prússia, succeint a Graun en la direcció dels concerts reials. Compongué 11 solos per a violí i d'altres composicions.
El seu germà Josep Benda (1724-1804) succeí a František, en el càrrec de mestre de la cort de Frederic II, càrrec en el qual František treballà colze amb colze amb el seu gran amic Georg Czarth en el càrrec de mestre de la cort de Frederic II i la seva filla Maria Carolina, casà amb el també compositor Wolf (1735-1792. Joseph Carl Rodewald i, Leopold August Abel foren alumnes seu.